# Eleições estaduais no Paraná em 1960
As eleições estaduais no Paraná em 1960 aconteceram em 3 de outubro como parte das eleições gerais em onze estados cujos governadores exerciam um mandato de cinco anos.
Apurados os votos na eleição para governador a vitória coube a Ney Braga, militar e político nascido em Lapa. Sua trajetória profissional começou em 1935 ao ingressar na Escola Militar do Realengo e algum tempo depois serviu nos estados do Paraná, Rio de Janeiro, Rio Grande do Sul e São Paulo. Ao obter a patente de Major do Exército Brasileiro comandou o 3º Regimento de Artilharia Montada em Curitiba. Cunhado do então governador Bento Munhoz da Rocha, foi chefe de polícia e estreou na política em 1954 ao disputar a prefeitura da capital paranaense via PL. Após romper politicamente com seu cunhado, Ney Braga foi eleito deputado federal pelo PDC em 1958 num pleito marcado pela ausência do falecido Abilon de Sousa Naves. Durante sua estadia no Palácio Iguaçu irrompeu o Regime Militar de 1964 e nele o governador Ney Braga ingressou na ARENA e foi escolhido ministro da Agricultura pelo presidente Humberto de Alencar Castelo Branco, a quem conheceu na Escola de Comando e Estado-Maior do Exército. O predomínio do novo governador sobre a política estadual só arrefeceria após as eleições de 1982.
No dia 20 de março de 1964 a linha sucessória estadual mudou com a posse do engenheiro civil Afonso Camargo como o primeiro vice-governador da história paranaense. Graduado na Universidade Federal do Paraná, ele nasceu em Curitiba e foi sócio-fundador de uma construtora. Ingressou na política em 1956 e com o tempo assumiu a presidência do diretório estadual do PDC. Após a eleição de Ney Braga em 1960, ocupou a direção da Departamento de Águas e Energia Elétrica do Paraná e foi o primeiro presidente da Companhia de Desenvolvimento do Paraná até ser escolhido secretário de Justiça, último cargo antes de ascender à vice-governadoria por eleição indireta na qual seu nome foi sufragado por vinte e oito votos dentre os trinta e nove deputados estaduais presentes.
Embora Afonso Camargo tenha sido eleito vice-governador do estado, renunciou ao mandato em 1965 ao romper politicamente com o titular e assim quando Ney Braga assumiu o cargo ministerial supra mencionado, o governo foi exercido por Antônio Rüppel durante três dias até que a Assembleia Legislativa do Paraná elegeu o engenheiro civil Algacir Guimarães para a chefia do Executivo.

## Resultado da eleição para governador
Segundo o Tribunal Superior Eleitoral houve 672.754 votos nominais.
| Candidatos a governador do estado | Candidatos a vice-governador | Número | Coligação           | Votação | Percentual |
| --------------------------------- | ---------------------------- | ------ | ------------------- | ------- | ---------- |
| Ney Braga PDC                     | Não havia -                  | -      | PDC, PL             | 253.552 | 37,69%     |
| Nelson Maculan PTB                | Não havia -                  | -      | PTB (sem coligação) | 225.589 | 33,53%     |
| Plínio Costa PSD                  | Não havia -                  | -      | PSD (sem coligação) | 193.613 | 28,78%     |

## Resultado da eleição para vice-governador
Numa eleição realizada pela Assembleia Legislativa do Paraná estiveram presentes trinta e nove parlamentares. Além dos vinte e nove votos nominais houve oito votos em branco e duas abstenções, sendo que seis deputados não compareceram à sessão especial destinada a eleger o vice-governador.
| Candidatos a governador do estado | Candidatos a vice-governador | Número | Coligação           | Votação | Percentual |
| --------------------------------- | ---------------------------- | ------ | ------------------- | ------- | ---------- |
| Não havia -                       | Afonso Camargo PDC           | -      | PDC (sem coligação) | 28      | 96,55%     |
| Não havia -                       | Paulo Pimentel PTN           | -      | PTN (sem coligação) | 01      | 3,45%      |